# Чечет, Григорий Герасимович
Григорий Герасимович Чечет (укр. Григорій Герасимович Чечет; 5 декабря 1870 г. — 1922) — один из первых российских авиаконструкторов, изобретатель-самоучка, многие из идей которого до сих пор используются в мировом авиастроении.

## Биография
Родился в селе Кайкулак Таврической губернии.
Летом 1911 построил успешный самолёт ЧУР-1 (аббревиатура участников проекта: Чечет, Ушков, Ребиков).
В первом полёте самолёт пилотировал авиатор Николай Ребриков.
В 1912 году Ребриков организовал участие самолёта на второй международной воздухоплавательной выставке в Москве.
На этой выставке ЧУР-1 пилотировал лётчик Лерхе, и самолёт был показан как самолет самой оригинальной конструкции.
Умер в инфекционной больнице Запорожья в 1922 году.
В 1966 году ему была посвящена экспозиция в Запорожском областном краеведческим музее.